# Vinco (Pennsylvanie)
Vinco est une census-designated place située dans le comté de Cambria, dans l’État de Pennsylvanie, aux États-Unis. Lors du recensement de 2020, elle compte 1 487 habitants.